# The Centaurus
The Centaurus ist ein Komplex in Islamabad in Pakistan. Das Projekt umfasst eine Größe von 6,59 ha Landfläche.
Der Entwurf des Komplexes wurde durch WS Atkins PLC entwickelt. Zu den Entwürfen der WS Atkins PLC gehören u. a. das Burj Al Arab, das Jumeirah Beach Hotel in Dubai und das Bahrain World Trade Center in Bahrain. Der Komplex ist ein Projekt der Pak Gulf Construction (Pvt) Ltd (PGCL) in Islamabad.
Der Komplex dient als Wohn-, Gewerbe- und Geschäftszwecke. Vor allem aber soll er die Attraktivität Pakistans, als interessanter Gastgeber für internationale Konferenzen und Seminare, steigern. Zusammenfassend dient er als Symbol für den Wachstum von Pakistan dienen.
Das 350 Millionen US-Dollar teure Projekt besteht aus einem 37-stöckigen Komplex, ein 7-Sterne-Hotel mit zwei 21-stöckigen Wohntürmen, ein 25-stöckiger Büroturm und ein 5-stöckiges Einkaufszentrum, die Centaurus Mall.
Der Komplex verfügt über einen Parkplatz für über 2000 Fahrzeuge, außerdem ist er darauf ausgelegt, sogar einem Erdbeben mit der Stärke von 9,5 zu widerstehen. 